# Open de Serbie
L’Open de Serbie est une compétition de taekwondo organisée annuellement par la Association serbe de Taekwondo.
Ce tournoi est un événement majeur dans le calendrier mondial du fait de son label « WTF-G1 ».

## Palmarès hommes
| WTF-G1 | WTF-G1                  | WTF-G1         | WTF-G1                 | WTF-G1             | WTF-G1             | WTF-G1          | WTF-G1              | WTF-G1          |
| Année  | -54 kg                  | -58 kg         | -63 kg                 | -68 kg             | -74 kg             | -80 kg          | -87 kg              | +87 kg          |
| ------ | ----------------------- | -------------- | ---------------------- | ------------------ | ------------------ | --------------- | ------------------- | --------------- |
| 2015   | Gadi Haimovitz          | Milos Gladovic | Albert Millert         | Ivan Puresevic     | Daniel Quesada     | Ahmed Mohammadi | Vladislav Larin     | Roman Kuznetsov |
| 2014   | Jesús Tortosa           | Damián Villa   | Jaouad Achab           | Arman Irgaliev     | Julio Ferreira     | Ivan Karajlovic | Draško Jovanov      | Vedran Golec    |
| ETU-A  |                         |                |                        |                    |                    |                 |                     |                 |
| 2013   | Georgios Simitsis       | Stipe Jarloni  | Nikola Vuckovic        | Jordan Gayle       | Damir Fejzić       | Bartosz Kolecki | Lutalo Muhammad     | Florian Meyer   |
| 2012   | Lovre Brečić            | Rui Bragança   | Nuno Costa             | Vladimir Dalakliev | Viktor Milovanovic | Stojan Rabijac  | Dionys Kronreif     | Stephen Lambdin |
| 2011   | Hosein Kiani Harchegani | Rui Bragança   | Yasin Akbarnetaj Shoob | Filip Grgic        | Juho Kostiainen    | Stojan Rabijac  | Afshin Saket Azgomi | Ivan Trajkovič  |

## Palmarès femmes
| WTF-G1 | WTF-G1            | WTF-G1            | WTF-G1             | WTF-G1           | WTF-G1           | WTF-G1              | WTF-G1          | WTF-G1               |
| Année  | -46 kg            | -49 kg            | -53 kg             | -57 kg           | -62 kg           | -67 kg              | -73 kg          | +73 kg               |
| ------ | ----------------- | ----------------- | ------------------ | ---------------- | ---------------- | ------------------- | --------------- | -------------------- |
| 2015   | Kyriaki Kouttouki | Tijana Bogdanovic | Dragana Gladović   | Raheleh Asemani  | Marina Sumić     | Matea Jelic         | Milica Mandić   | Anne-Caroline Graffe |
| 2014   | Kyriaki Kouttouki | Lucija Zaninović  | Anastasia Lozhkina | Raheleh Asemani  | Marta Calvó      | Elin Johansson      | Iva Rados       | Aleksandra Kowalczuk |
| ETU-A  |                   |                   |                    |                  |                  |                     |                 |                      |
| 2013   | Kyriaki Kouttouki | Ioanna Koutsou    | Dragana Gladović   | Edina Kotsis     | Caroline Persson | Dunja Lemajić       | Milica Mandić   | Violeta Babić        |
| 2012   | Mateja Kunovic    | Ana Pavlovic      | Jelena Ivančić     | Martina Zubčić   | Carla Summerhill | Elin Johansson      | Tihana Živković | Bianca Walkden       |
| 2011   | Ioanna Koutsou    | Yuliya Volkova    | Jelena Ivančić     | Dragana Gladović | Marija Stetic    | Elisavet Mystakidou | Milica Mandić   | Ana Lopac            |